# 임현경
임현경 (1983년 5월 16일 ~ )은 서울특별시에서 태어난 대한민국의 여자 배우이다

## 학력
- 원촌중학교
- 반포고등학교
- 경기대학교 예술대학 연기학과 학사

## 출연 작품

### 영화
- 《달마야 놀자》 (2001) ... 연화 스님 역